# Bernard de Mandeville
Bernard de Mandeville, född den 15 november 1670 i Rotterdam, död den 21 januari 1733 i Hackney, Storbritannien, var en nederländsk filosof och satiriker.

## Biografi
Mandeville var son till en framstående läkare och studerade själv medicin vid Erasmusskolan i Rotterdam. Han lämnade denna 1685 för att arbeta för en doktorsgrad vid universitetet i Leiden och disputerade framgångsrikt för denna på avhandlingen De brutorum operationibus, i vilken han förespråkade den cartesianska teorin om automatism bland djur.
Mandeville flyttade till England för att lära sig språket och levde sedan större delen av sitt liv där. Han använde till största delen engelska språket för sina publicerade verk. Han var väl respekterad både som läkare och för sin litterära produktion.
Mandevilles mest lästa verk The Grumbling Hive (1705) utvidgades senare och gavs ut under den mera kända titeln The Fable of the Bees (1714). Han förfäktade där egoismens och njutningslystnadens värde som drivkrafter för utveckling och allmänt välstånd.

## Verk
- Typhon: a Burlesque Poem (1704)

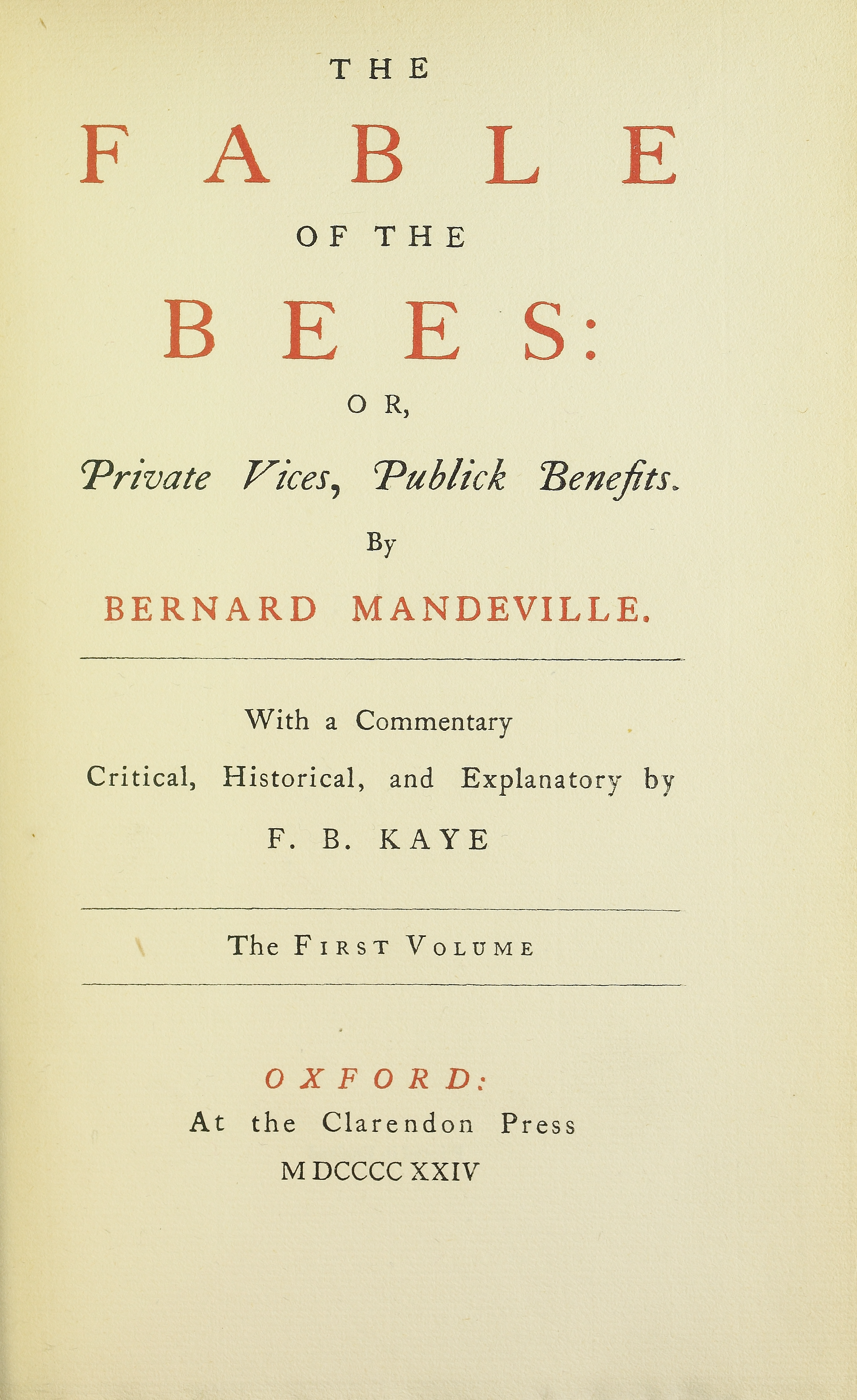
Fable of the bees, 1924

- Aesop Dress'd, or a Collection of Fables writ in Familiar Verse (1704)
- The Planter's Charity (1704)
- The Virgin Unmasked (1709, 1724, 1731, 1742)
- Treatise of the Hypochondriack and Hysterick Passions (1711, 1715, 1730)
- The Fable of The Bees (1714)
- Free Thoughts on Religion (1720)
- A Modest Defence of Publick Stews (1724)
- An Enquiry into the Causes of the Frequent Executions at Tyburn (1725)
- The Origin of Honour and the Usefulness of Christianity in War (1732).